# Filmografia di Robert De Niro

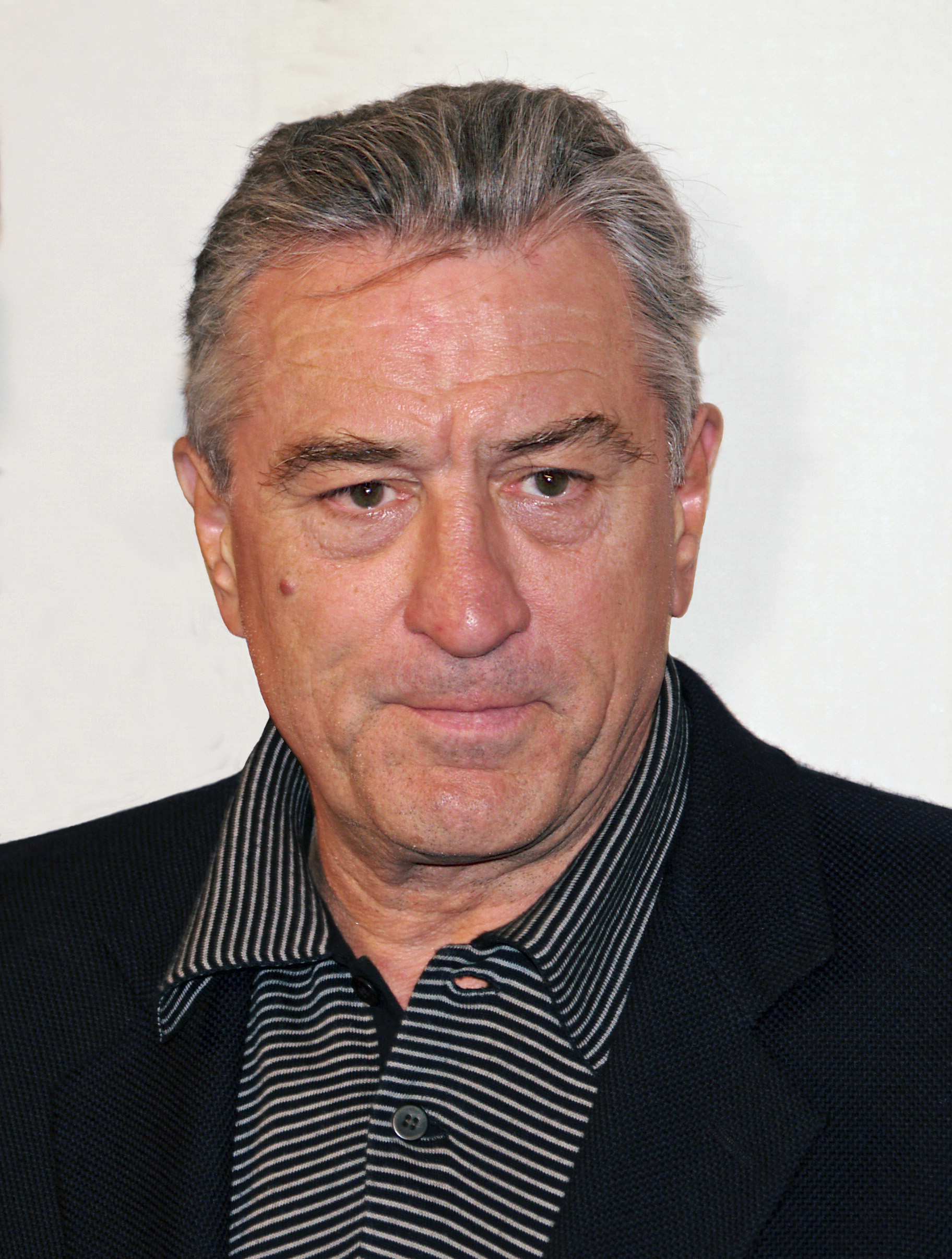
Robert De Niro al Tribeca Festival 2008

Robert Anthony De Niro è un attore e produttore cinematografico statunitense.

## Attore

### Cinema
- Tre camere a Manhattan (Trois chambre à Manhattan), regia di Marcel Carné (1965) - non accreditato
- I giovani lupi (Les jeunes loups), regia di Marcel Carné (1968) - non accreditato
- Ciao America! (Greetings), regia di Brian De Palma (1968)
- Sam's Song, regia di John Broderick e John Shade (1969)
- Oggi sposi (The Wedding Party), regia di Brian De Palma, Wilford Leach e Cynthia Munroe (1969)
- Il clan dei Barker (Bloody Mama), regia di Roger Corman (1970)
- Hi, Mom!, regia di Brian De Palma (1970)
- I maledetti figli dei fiori (Jennifer on My Mind), regia di Noel Black (1971)
- Il mio uomo è una canaglia (Born to Win), regia di Ivan Passer (1971)
- La gang che non sapeva sparare (The Gang That Couldn't Shoot Straight), regia di James Goldstone (1971)
- Batte il tamburo lentamente (Bang the Drum Slowly), regia di John D. Hancock (1973)
- Mean Streets - Domenica in chiesa, lunedì all'inferno (Mean Streets), regia di Martin Scorsese (1973)
- Il padrino - Parte II (The Godfather Part II), regia di Francis Ford Coppola (1974)
- Taxi Driver, regia di Martin Scorsese (1976)
- Novecento, regia di Bernardo Bertolucci (1976)
- Gli ultimi fuochi (The Last Tycoon), regia di Elia Kazan (1976)
- New York, New York, regia di Martin Scorsese (1977)
- Il cacciatore (The Deer Hunter), regia di Michael Cimino (1978)
- The Swap, regia di Jordan Leondopoulos (1979)
- Toro scatenato (Raging Bull), regia di Martin Scorsese (1980)
- L'assoluzione (True Confessions), regia di Ulu Grosbard (1981)
- Re per una notte (The King of Comedy), regia di Martin Scorsese (1982)
- C'era una volta in America (Once Upon a Time in America), regia di Sergio Leone (1984)
- Innamorarsi (Falling in Love), regia di Ulu Grosbard (1984)
- Brazil, regia di Terry Gilliam (1985)
- Mission (The Mission), regia di Roland Joffé (1986)
- Angel Heart - Ascensore per l'inferno (Angel Heart), regia di Alan Parker (1987)
- The Untouchables - Gli intoccabili (The Untouchables), regia di Brian De Palma (1987)
- Prima di mezzanotte (Midnight Run), regia di Martin Brest (1988)
- Jacknife - Jack il coltello (Jacknife), regia di David Hugh Jones (1989)
- Non siamo angeli (We're No Angels), regia di Neil Jordan (1989)
- Lettere d'amore (Stanley & Iris), regia di Martin Ritt (1990)
- Quei bravi ragazzi (Goodfellas), regia di Martin Scorsese (1990)
- Risvegli (Awakenings), regia di Penny Marshall (1990)
- Indiziato di reato - Guilty by Suspicion (Guilty by Suspicion), regia di Irwin Winkler (1991)
- Fuoco assassino (Backdraft), regia di Ron Howard (1991)
- Cape Fear - Il promontorio della paura (Cape Fear), regia di Martin Scorsese (1991)
- Amanti, primedonne (Mistress), regia di Barry Primus (1992)
- La notte e la città (Night and the City), regia di Irwin Winkler (1992)
- Lo sbirro, il boss e la bionda (Mad Dog and Glory), regia di John McNaughton (1993)
- Voglia di ricominciare (This Boy's Life), regia di Michael Caton-Jones (1993)
- Bronx (A Bronx Tale), regia di Robert De Niro (1993)
- Frankenstein di Mary Shelley (Mary Shelley's Frankenstein), regia di Kenneth Branagh (1994)
- Cento e una notte (Les cent et une nuits de Simon Cinéma), regia di Agnès Varda (1995)
- Casinò (Casino), regia di Martin Scorsese (1995)
- Heat - La sfida (Heat), regia di Michael Mann (1995)
- The Fan - Il mito (The Fan), regia di Tony Scott (1996)
- Sleepers, regia di Barry Levinson (1996)
- La stanza di Marvin (Marvin's Room), regia di Jerry Zaks (1996)
- Cop Land, regia di James Mangold (1997)
- Sesso & potere (Wag the Dog), regia di Barry Levinson (1997)
- Jackie Brown, regia di Quentin Tarantino (1997)
- Paradiso perduto (Great Expectations), regia di Alfonso Cuarón (1998)
- Ronin, regia di John Frankenheimer (1998)
- Terapia e pallottole (Analyze This), regia di Harold Ramis (1999)
- Flawless - Senza difetti (Flawless), regia di Joel Schumacher (1999)
- Le avventure di Rocky e Bullwinkle (The Adventures of Rocky & Bullwinkle), regia di Des McAnuff (2000)
- Men of Honor - L'onore degli uomini (Men of Honor), regia di George Tillman Jr. (2000)
- Ti presento i miei (Meet the Parents), regia di Jay Roach (2000)
- 15 minuti - Follia omicida a New York (15 Minutes), regia di John Herzfeld (2001)
- The Score, regia di Frank Oz (2001)
- Showtime, regia di Tom Dey (2002)
- Colpevole d'omicidio (City by the Sea), regia di Michael Caton-Jones (2002)
- Un boss sotto stress (Analyze That), regia di Harold Ramis (2002)
- Godsend - Il male è rinato (Godsend), regia di Nick Hamm (2004)
- Mi presenti i tuoi? (Meet the Fockers), regia di Jay Roach (2004)
- Il ponte di San Luis Rey (The Bridge of San Luis Rey), regia di Mary McGuckian (2004)
- Nascosto nel buio (Hide and Seek), regia di John Polson (2005)
- The Good Shepherd - L'ombra del potere (The Good Shepherd), regia di Robert De Niro (2006)
- Stardust, regia di Matthew Vaughn (2007)
- Disastro a Hollywood (What Just Happened?), regia di Barry Levinson (2008)
- Sfida senza regole (Righteous Kill), regia di Jon Avnet (2008)
- Stanno tutti bene - Everybody's Fine (Everybody's Fine), regia di Kirk Jones (2009)
- Machete, regia di Robert Rodriguez (2010)
- Stone, regia di John Curran (2010)
- Vi presento i nostri (Little Fockers), regia di Paul Weitz (2010)
- Manuale d'amore 3, regia di Giovanni Veronesi (2011)
- Limitless, regia di Neil Burger (2011)
- Killer Elite, regia di Gary McKendry (2011)
- Capodanno a New York (New Year's Eve), regia di Garry Marshall (2011)
- Red Lights, regia di Rodrigo Cortés (2012)
- Being Flynn, regia di Paul Weitz (2012)
- Freelancers, regia di Jessy Terrero (2012)
- Il lato positivo - Silver Linings Playbook (Silver Linings Playbook), regia di David O. Russell (2012)
- Big Wedding (The Big Wedding), regia di Justin Zackham (2013)
- Killing Season, regia di Mark Steven Johnson (2013)
- Cose nostre - Malavita (The Family), regia di Luc Besson (2013)
- Last Vegas, regia di Jon Turteltaub (2013)
- American Hustle - L'apparenza inganna (American Hustle), regia di David O. Russell (2013)
- Il grande match (Grudge Match), regia di Peter Segal (2013)
- Motel (The Bag Man), regia di David Grovic (2014)
- Lo stagista inaspettato (The Intern), regia di Nancy Meyers (2015)
- Bus 657 (Heist), regia di Scott Mann (2015)
- Joy, regia di David O. Russell (2015)
- Nonno scatenato (Dirty Grandpa), regia di Dan Mazer (2016)
- Hands of Stone, regia di Jonathan Jakubowicz (2016)
- The Comedian, regia di Taylor Hackford (2016)
- Joker, regia di Todd Phillips (2019)
- The Irishman, regia di Martin Scorsese (2019)
- Nonno questa volta è guerra (The War with Grandpa), regia di Tim Hill (2020)
- C'era una truffa a Hollywood (The Comeback Trail), regia di George Gallo (2020)
- Amsterdam, regia di David O. Russell (2022)
- Wash Me in the River (Savage Salvation), regia di Randall Emmett (2022)
- Papà scatenato (About My Father), regia di Laura Terruso (2023)
- Killers of the Flower Moon, regia di Martin Scorsese (2023)
- In viaggio con mio figlio (Ezra), regia di Tony Goldwyn (2023)
- The Alto Knights - I due volti del crimine (The Alto Knights), regia di Barry Levinson (2025)
- Tin Soldier, regia di Brad Furman (2025)

### Televisione
- Dear America, documentario (1987)
- Extras - serie TV, episodio 2x06 (2006)
- 30 Rock - serie TV, episodio 5x12 (2011)
- The Wizard of Lies, regia di Barry Levinson - film TV (2017)
- Nada - serie TV (2023)
- Zero Day - serie TV, 6 episodi (2025)

### Cortometraggi
- Encounter, regia di Norman C. Chaitin (1965)
- Ellis, regia di JR (2015)
- The Audition, regia di Martin Scorsese (2015)

### Documentari
- Fahrenheit 9/11, regia di Michael Moore (2004)
- I Knew It Was You, regia di Richard Shepard (2009)
- Sergio Leone - L'italiano che inventò l'America, regia di Francesco Zippel (2022)

## Doppiatore
- Massimo Troisi ne Il postino, regia di Michael Radford (1994) - versione americana
- Shark Tale, regia di Vicky Jenson e Eric Bergeron (2004)
- Arthur e il popolo dei Minimei (Arthur et les Minimoys), regia di Luc Besson (2006) - versione americana

## Regista
- Bronx (A Bronx Tale) (1993)
- The Good Shepherd - L'ombra del potere (The Good Shepherd) (2006)

## Produttore

### Cinema
- Non siamo angeli (We're No Angels), regia di Neil Jordan (1990)
- Cape Fear - Il promontorio della paura (Cape Fear), regia di Martin Scorsese (1991)
- Cuore di tuono (Thunderheart), regia di Michael Apted (1992)
- Amanti, primedonne (Mistress), regia di Barry Primus (1992)
- Bronx (A Bronx Tale), regia di Robert De Niro (1993)
- Frankenstein di Mary Shelley (Mary Shelley's Frankenstein), regia di Kenneth Branagh (1994)
- Panther, regia di Mario Van Peebles (1995)
- Infedeli per sempre (Faithful), regia di Paul Mazursky (1996)
- La stanza di Marvin (Marvin's Room), regia di Jerry Zaks (1996)
- Sesso & potere (Wag the Dog), regia di Barry Levinson (1997)
- Entropy - Disordine d'amore (Entropy), regia di Phil Joanou (1999)
- Flawless - Senza difetti (Flawless), regia di Joel Schumacher (1999)
- Le avventure di Rocky e Bullwinkle (The Adventures of Rocky and Bullwinkle), regia di Des McAnuff (2000)
- Ti presento i miei (Meet the Parents), regia di Jay Roach (2000)
- About a Boy - Un ragazzo (About a Boy), regia di Chris Weitz e Paul Weitz (2002)
- Stage Beauty, regia di Richard Eyre (2004)
- Mi presenti i tuoi? (Meet the Fockers), regia di Jay Roach (2004)
- Rent, regia di Chris Columbus (2004)
- The Good Shepherd - L'ombra del potere (The Good Shepherd), regia di Robert De Niro (2006)
- Disastro a Hollywood (What Just Happened), regia di Barry Levinson (2008)
- Nemico pubblico - Public Enemies (Public Enemies), regia di Michael Mann (2009)
- Vi presento i nostri (Little Fockers), regia di Paul Weitz (2010)
- 36 Quai des Orfèvres, regia di Olivier Marchal (2010)
- The Wizard of Lies, regia di Barry Levinson (2017)
- The Irishman, regia di Martin Scorsese (2019)

### Televisione
- Una drag queen come mamma (Holiday Heart), regia di Robert Townsend – film TV (2000)
- NYC 22 – serie TV (2012)
- About a Boy – serie TV (2014-2015)